# Cyclobacanius bertiae
Cyclobacanius bertiae är en skalbaggsart som beskrevs av Yélamos och Yves Gomy 1993. Cyclobacanius bertiae ingår i släktet Cyclobacanius och familjen stumpbaggar. Inga underarter finns listade i Catalogue of Life.